# Личины
Личи́ны (укр. Личини) — село в Сошичненской сельской общине Камень-Каширского района Волынской области Украины. Возле села протекает река Турья.
Население по переписи 2001 года составляет 681 человек. Почтовый индекс — 44544. Телефонный код — 3357. Занимает площадь 26,733 км².

## Галерея

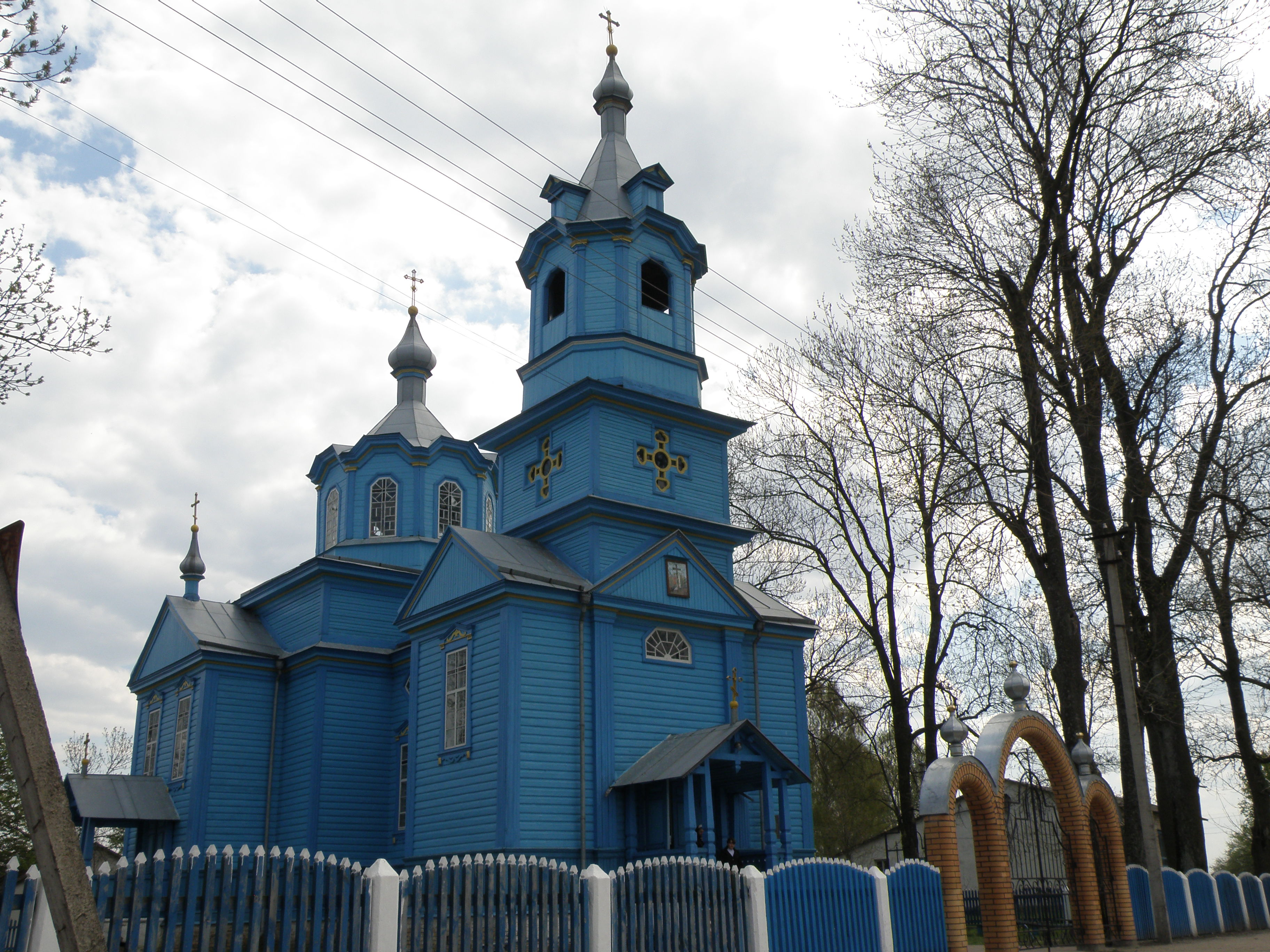
Церковь Воздвижения святого Креста
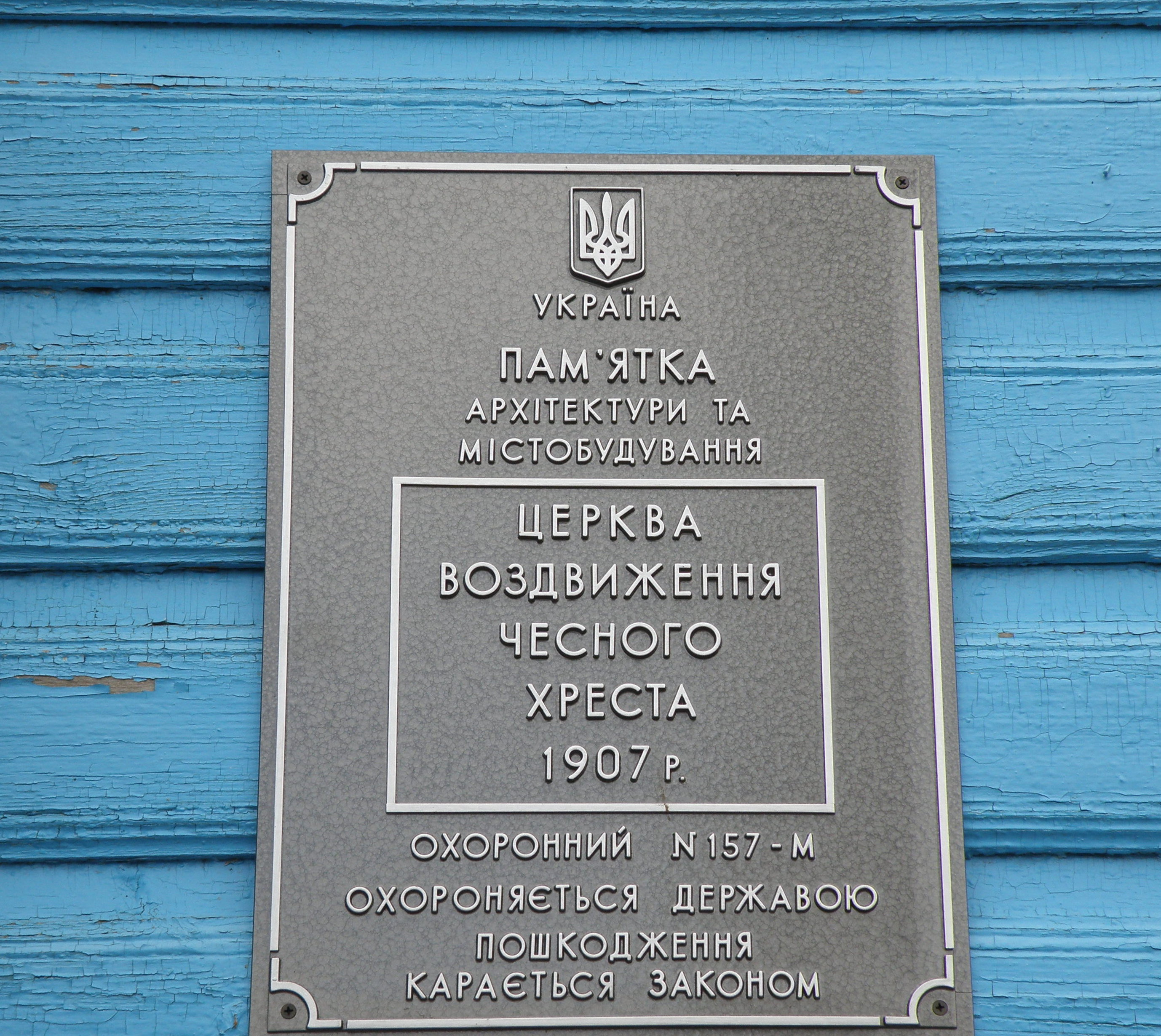
Мемориальная табличка на церкви
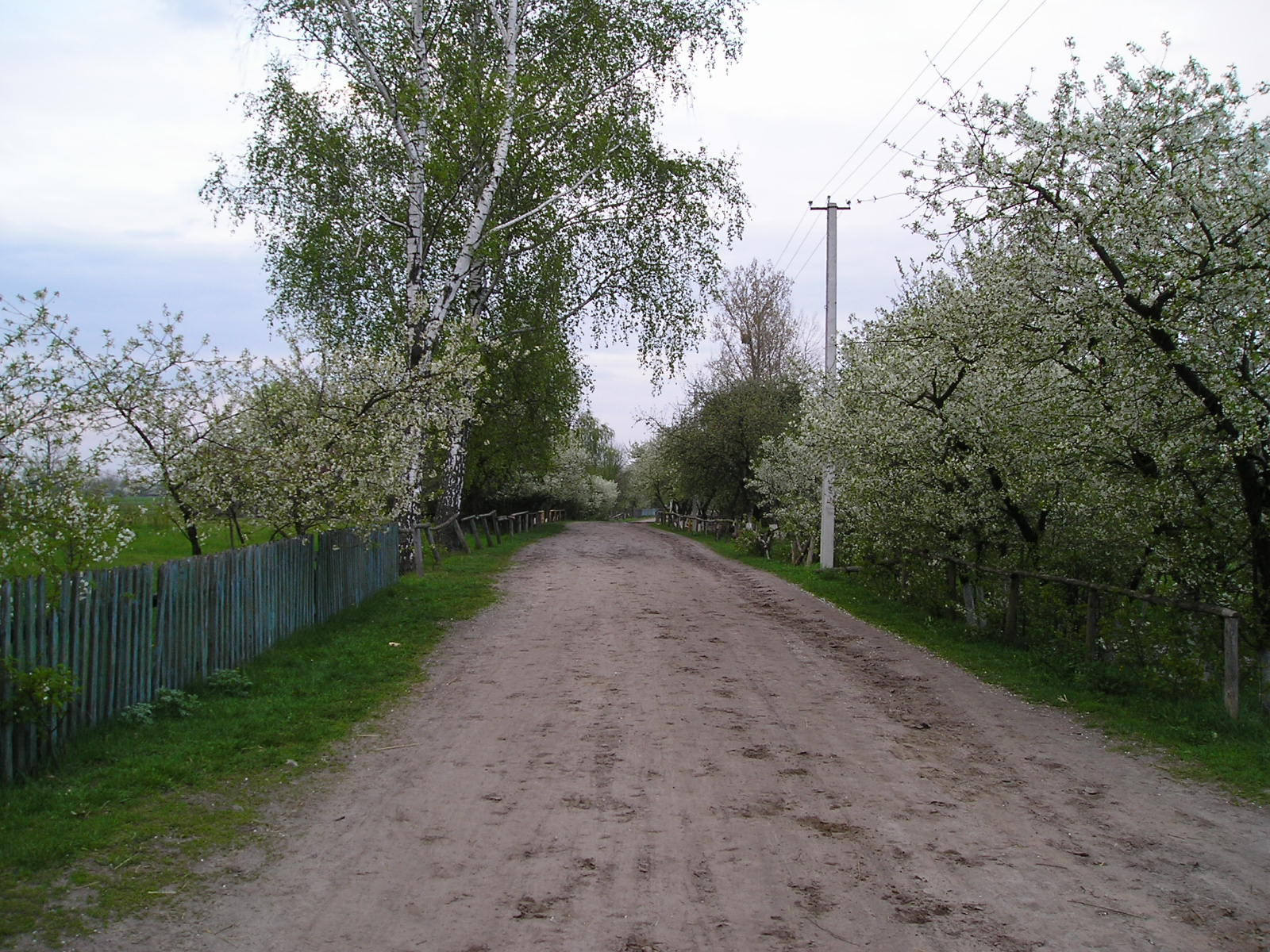
улица Первомайская
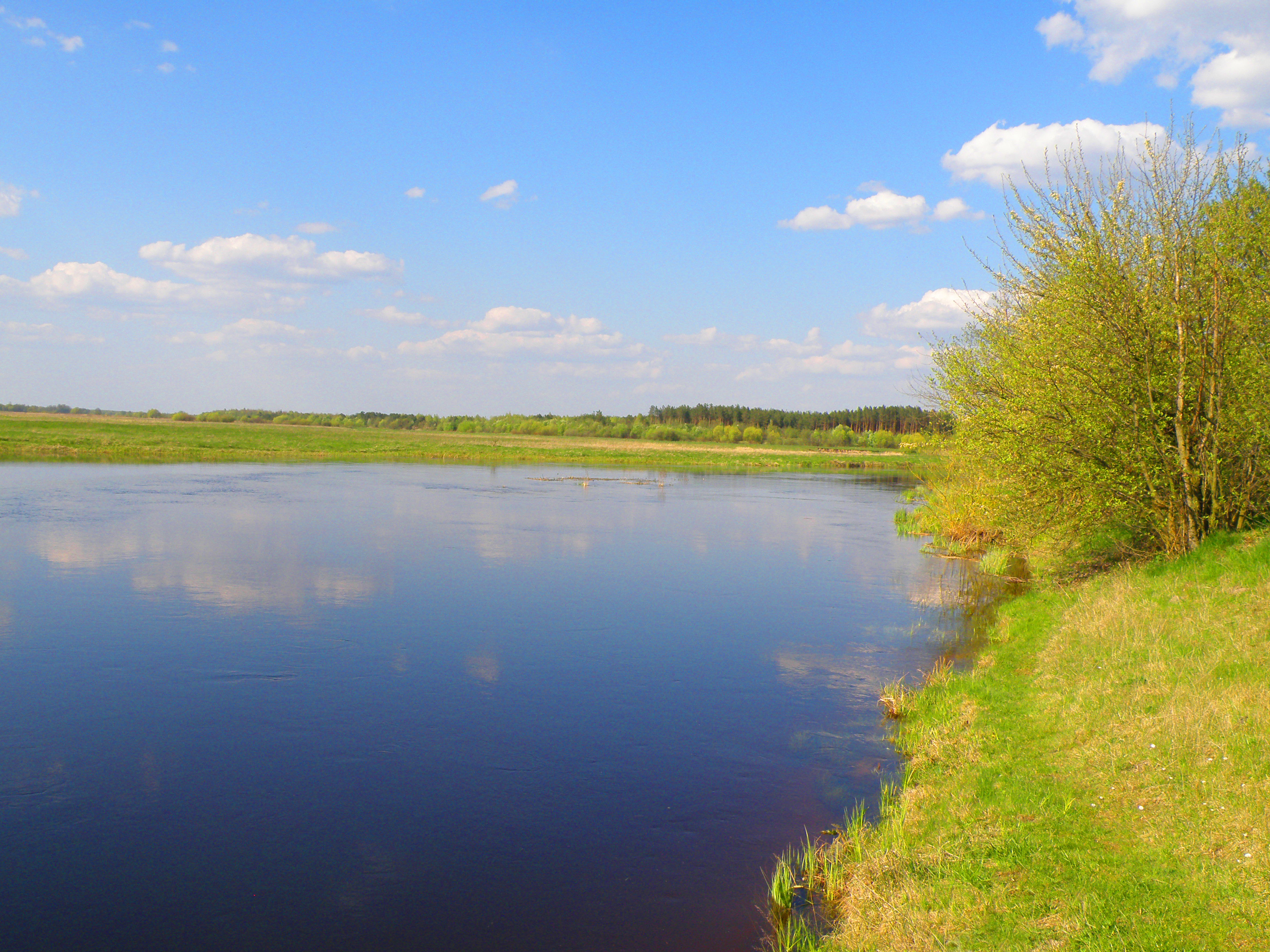
Урочище "Глина" на реке Турья